# Divinité du foyer
 (avril 2016).

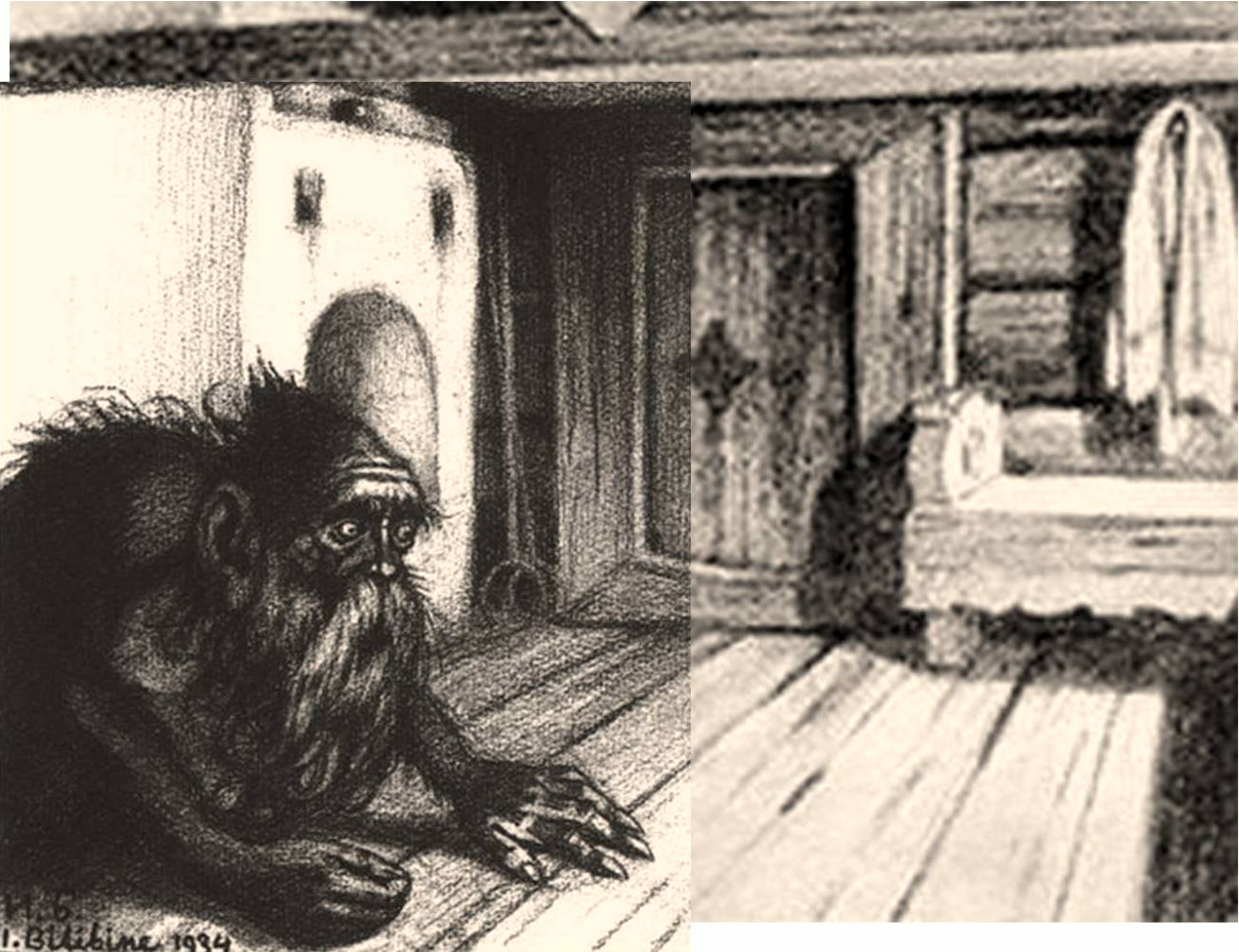
Le Domovoï est un esprit du foyer issu du paganisme slave.

Une divinité du foyer, un génie domestique ou un esprit du foyer, est un dieu, un esprit ou une autre entité domestique attachée à la protection de la maison, qui s'occupe selon la croyance du ménage ou de certains membres clés. Cette croyance est commune dans les religions païennes, ainsi que dans le folklore dans de nombreuses régions du monde.

## Description
Les divinités domestiques se divisent en deux types : une divinité particulière, généralement une déesse désignée comme celle qui est associée à la maison et le foyer, y compris la grecque Hestia et la nordique Frigg. Le deuxième type forme celles qui ne sont pas des divinités uniques, mais un type, ou une espèce de divinité animiste, qui ont généralement moins de pouvoirs que les divinités majeures. Ce type était commun dans les religions de l'antiquité, tels que les Lares de la religion romaine antique et Cofgodas dans le paganisme anglo-saxon. Ces créatures ont survécu aux christianisations successives en tant que personnages du petit peuple existants dans le folklore, comme le Brownie anglo-écossais, le lutin français et le domovoï slave.
Les divinités domestiques étaient généralement adorées dans les temples, mais pas dans la maison, où elles étaient représentées par des petites idoles (tels que les théraphims de la Bible, souvent traduits par « pénates » dans la Genèse 31:19, par exemple), des amulettes, des peintures ou des reliefs. Elles pouvaient aussi être trouvées sur des objets domestiques, tels que des articles cosmétiques dans le cas de Tawaret. Les maisons les plus prospères pouvaient avoir un petit sanctuaire dédié au dieu des ménages, le laraire servait à cette fin dans le cas des Romains. Les dieux seraient traités comme des membres de la famille et invités à se joindre au repas, il leur était offert des offrandes de nourriture et de boisson.

## Liste de divinités
- Hestia, déesse grecque
- Vesta, déesse romaine
- Frigg, déesse nordique
- Gabija, déesse baltique
- Matka Gabia, déesse slave
- Berehynia
- Bès, dieu égyptien
- Ekwu, dieu Igbo Odinani
- Anito
- Kamui Fuchi
- Zashiki warashi
- Chantico
- Zaowangye (灶王爺) ou  Zaojun (灶君) en Chine
- Táo quân (灶君), Táo Vương (灶王) ou Ông Táo au Viêt Nam

## Liste de créatures
- Aitvaras
- Brownie (Écosse et Angleterre) ou Hob (Angleterre) / Kobold (Allemagne) / Gobelin / Hobgoblin
- Cofgodas
- Domovoï (Pays slaves)
- Haltija
- Heinzelmännchen
- Nisse (Norvégien ou Danois) / Tomte (Suédois) / Tonttu (Finlandais)
- Lares (Rome)
- Lutin (France)
- Servan (Suisse et Alpes)
- Duende (Espagne)